# II Congreso Internacional de la Lengua Catalana

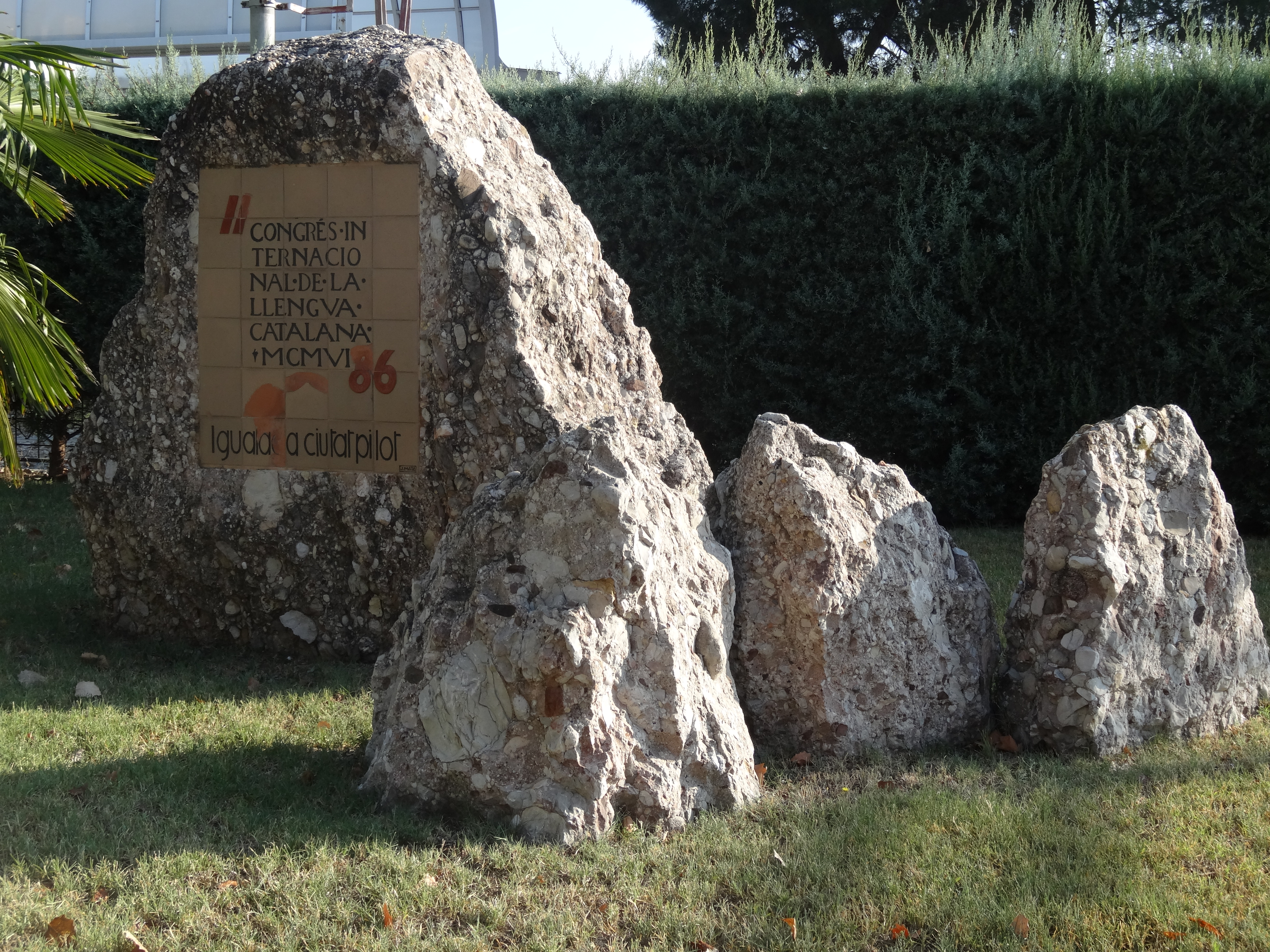
Memorial del II Congreso Internacional de la Lengua Catalana, en Igualada (Barcelona).

El II Congreso Internacional de la Lengua Catalana se celebró en mayo de 1986, aunque sus trabajos se iniciaron un año antes. Participaron las principales instituciones de los territorios de habla catalana bajo el patrocinio de la Fundació Congrés de Cultura Catalana y la Generalidad de Cataluña. Lo presidió el catedrático Antoni Badia i Margarit. Durante sus sesiones, se realizó una profunda reflexión sobre la situación de la lengua catalana y sobre las medidas que habría que tomar para asegurar su normalización. A la vez, los organizadores juzgaron oportuno redactar un Libro Blanco sobre la unidad de la lengua catalana, que fue publicado en 1989 por la editorial Barcino.

## Organización
La convocatoria oficial del II Congreso se llevó a cabo en el Monasterio de Poblet el 30 de junio de 1985. Para descentralizar el Congreso, se constituyeron siete secciones de estudio con sede en diferentes lugares de la geografía de los territorios de habla catalana, con representantes de todos los ámbitos lingüísticos del catalán:
- Lérida - Planteamientos y procesos de normalización lingüística (coordinadora: Aina Moll Marquès)
- Perpiñán - Medios de comunicación y nuevas tecnologías (coordinador Francesc Vallverdú)
- Gerona - Sociología de la lengua (coordinador Modesto Reixach)
- Andorra la Vieja - Lengua y derecho (coordinador Josep Maria Puig i Salellas)
- Islas Baleares - Lingüística social (coordinador Isidor Marí Mayans)
- Tarragona - Enseñanza (coordinador Joan Martí i Castillo)
- Valencia - Historia de la Lengua (coordinador Antoni Ferrando i Francés)

## Contexto histórico
La aprobación de la ley de normalización lingüística de la Generalitat de 1983 llevó a su impugnación ante el Tribunal Constitucional por parte del Gobierno central. La Generalitat defendía una “revitalització irreversible del català”, frente a un recurso que ponía en duda el Estatut de 1978. Además, el Gobierno central recurrió otros decretos y normas lingüísticas de la Generalitat. Ante esta tesitura, la Generalitat pretendió armarse de argumentos y llamó a la convocatoria de un nuevo Congreso Internacional de la lengua catalana. De entre sus siete áreas científicas, destacó la denominada Llengua i Dret, presidida por el notario Josep Maria Puig Salellas. Entre sus objetivos, estaban los de 

elaborar uns principis generals del dret lingüístic que funcionessin com
a fonaments d’una regulació positiva sobre la matèria i que servissin per interpretar de manera coherent la
Constitució, l’Estatut i les lleis de normalització lingüística en sentit favorable a l’ús oficial del català.

Lluís Jou i Mirabent.